# Pogórze Śląskie
Pogórze Śląskie (513.32) (czes. Slezské podhůří) – pogórze w południowej Polsce i fragmentarycznie północno-wschodnich Czechach, fragment Pogórza Zachodniobeskidzkiego, ograniczony dolinami Olzy na zachodzie i Skawy na wschodzie, oddzielony od Beskidu Śląskiego i Małego na południu, przechodzący w Kotlinę Oświęcimską i Ostrawską na północy. Jest porozcinane dolinami rzek: Olzy, górnej Wisły, Białej, Soły, Wieprzówki i Skawy.
Pogórze Śląskie zbudowane jest z mało odpornych na denudację serii fliszowych z wkładkami wapieni i cieszynitów. Złożona struktura podłoża geologicznego ścięta jest przez równinę denudacyjną obniżającą się od 400–450 m n.p.m. u podnóża progu Beskidu Małego i Beskidu Śląskiego do 280–300 m n.p.m. na granicy Kotliny Oświęcimskiej. Powierzchnię pogórza pokrywają gliny, na których rozwinęły się zespoły gleb o średniej produkcyjności. Dominują gleby brunatnoziemne. Na ograniczonych powierzchniach występują gleby płowe. Do niewielkich powierzchni ogranicza się zasięg gleb bielicowych, rozwiniętych na bezwęglanowych i bardzo przepuszczalnych zwietrzelinach. Gleby deluwialne, związane z łagodnie nachylonymi podnóżami stoków, występują w wielu obszarach, których łączna powierzchnia jest niewielka. Podobną cechą odznaczają się gleby aluwialne w dnach dolin.
Obszar jest gęsto zaludniony, na jego terenie znajdują się miasta: Cieszyn, Trzyniec (częściowo), Skoczów, Bielsko-Biała, Kęty, Andrychów, Wadowice.
Powierzchnia wynosi 545 km², szerokość pasma wyżyn 5–15 km, wysokość waha się od 300 do 500 m n.p.m.